# CSKA Moskva
CSKA Moskva (tiếng Nga: ЦСКА Москва; tên đầy đủ: tiếng Việt: Câu lạc bộ trung tâm thể thao quân đội Moskva, tiếng Nga: Федеральное государственное учреждение Министерства обороны Российской Федерации Центральный спортивный клуб Армии) là một câu lạc bộ thể thao lớn của Nga có trụ sở tại Moskva. 
Câu lạc bộ được thành lập với tên gọi ban đầu "Trường thực nghiệm thể thao quân đội Vsevobuch" (OPPV) vào tháng 2 năm 1923 bởi cục quản lý trung tâm đào tạo quân sự. Trường được đặt tại công viên Sokolniki ở Moskva. Ngày 29 tháng 4 năm 1923 đội bóng của câu lạc bộ đá trận đầu tiên tại giải vô địch thành phố Moskva. Tháng 4 năm 1960 câu lạc bộ đổi tên thành Câu lạc bộ trung tâm thể thao quân đội (CSKA).
Câu lạc bộ đào tạo trên 40 môn thể thao khác nhau và đã đem về 463 huy chương vàng Olympic cho Liên Xô và Nga; 2629 huy chương vàng châu Âu và thế giới; 11.000 nhà vô địch Liên Xô và Nga.

## Thành phần
CSKA đã từng có nhiều đội tuyển thể thao khác nhau, nhưng hiện nay tất cả đều là câu lạc bộ tư nhân:
- Với câu lạc bộ bóng đá, xem P.F.K. CSKA Moskva.
- Với câu lạc bộ futsal, xem M.F.K. CSKA Moskva.
- Với câu lạc bộ Hockey trên băng, xem P.H.K. CSKA Moskva.
- Với câu lạc bộ bóng chuyền, xem V.K. CSKA Moskva.
- Với câu lạc bộ bóng rổ nam, xem P.B.K. CSKA Movska.
- Với câu lạc bộ bóng rổ nữ, xem W.B.K. CSKA Moskva.

VK CSKA và WBK CSKA đã bị giải thể năm 2009.
CSKA cũng là nơi đào tạo nên nhiều vận động viên trượt băng nghệ thuật ưu tú như Ekaterina Gordeeva và Sergei Grinkov. Elena Mukhina, nhà vô địch thể dục dụng cụ thế giới, cũng là một thành viên câu lạc bộ.

## Lãnh đạo
- ? - 31 tháng 5 năm 1937 Komkor Fyodor Rodionov (1897 - 9 tháng 12 năm 1937)[3]